# Щениковская волость (Ростовский уезд)
Щениковская волость — административно-территориальная единица в составе Ростовского уезда Ярославской губернии Российской империи. Административный центр — деревня Щениково (совр. Щенниково).

## География
По данным 1885 г., Щениковская волость являлась пограничной волостью Ростовского уезда Ярославской губернии. Находясь на юго-востоке уезда, волость с севера граничила с Перовской и Щадневской волостями, с северо-востока — с Гарской волостью, с юго-востока и юга — с Юрьевским уездом Владимирской губернии, а с запада — с Карашской волостью.
Площадь Щениковской волости равнялась 12871 десятинам, из которых 11311 дес. надельных. Душевой надел состоял почти из 4,5 десятин. Почва волости большей частью песчаная, местами смешана с щебнем. Под лесом находилось 2194 дес.

## История
Волость возникла после 1861 г. в составе Ростовского уезда Ярославской губернии.
На 1885 г. в Щениковская волость состояла из 8 сельских обществ: Антушковского, Борисовского, Веригинского, Кольчугинского, Петриловского, Спасского, Харитонцевского, Щениковскоего — 57 селений и 2 погоста, включающих в себя 1045 дворов. ревизских душ в волости было 2534, по семейным спискам 2939 душ мужского пола и 3348 душ женского пола, всего же 6287 человек обоего пола.
| №  | название                          | тип населенного пункта | приход церкви какого села             | современное расположение                                                           |
| -- | --------------------------------- | ---------------------- | ------------------------------------- | ---------------------------------------------------------------------------------- |
| 1  | Антушково                         | деревня                | погост Креста Иисусова                |                                                                                    |
| 2  | Зады                              | деревня                | с. Кулачево                           |                                                                                    |
| 3  | Задки                             | деревня                | погост Креста Иисусова                |                                                                                    |
| 4  | Лапнево                           | деревня                | погост Креста Иисусова                |                                                                                    |
| 5  | Лаврово                           | деревня                | погост Креста Иисусова                |                                                                                    |
| 6  | Поповка                           | деревня                | погост Креста Иисусова                |                                                                                    |
| 7  | Рязанка                           | деревня                | погост Креста Иисусова                |                                                                                    |
| 8  | Скачково                          | деревня                | погост Креста Иисусова                |                                                                                    |
| 9  | Александровка (Бруниха)           | деревня                | погост Креста Иисусова                |                                                                                    |
| 10 | Борисовка                         | деревня                | погост Креста Иисусова                |                                                                                    |
| 11 | Веска                             | деревня                | с. Архангельское (в Гарях)            |                                                                                    |
| 12 | Горяшино                          | деревня                | с. Никольское (на Дору)               |                                                                                    |
| 13 | Инархово (Иринархово)             | деревня                | погост Креста Иисусова                |                                                                                    |
| 14 | Княгинино                         | деревня                | с. Архангельское (в Гарях)            |                                                                                    |
| 15 | Тверки                            | деревня                | погост Креста Иисусова                |                                                                                    |
| 16 | Аферьево                          | деревня                | с. Алексеевское (в Гарях)             |                                                                                    |
| 17 | Буйники                           | деревня                | с. Алексеевское                       |                                                                                    |
| 18 | Веригино (Веринка)                | деревня                | с. Алексеевское (в Гарях)             |                                                                                    |
| 19 | Лаптиха                           | деревня                | с. Алексеевское                       |                                                                                    |
| 20 | Подчелиха                         | деревня                | с. Алексеевское                       |                                                                                    |
| 21 | Хмельники                         | деревня                | с. Алексеевское                       |                                                                                    |
| 22 | Обелково                          | деревня                | с. Архангельское (в Гарях)            |                                                                                    |
| 23 | Запрудново                        | деревня                | с. Архангельское                      |                                                                                    |
| 24 | Избяково                          | деревня                | с. Архангельское                      |                                                                                    |
| 25 | Кольчугино                        | деревня                | с. Архангельское (в Гарях)            |                                                                                    |
| 26 | Кербаково                         | деревня                | с. Архангельское                      |                                                                                    |
| 27 | Левино                            | деревня                | с. Архангельское                      |                                                                                    |
| 28 | Сабельниково                      | деревня                | с. Архангельское (в Гарях)            |                                                                                    |
| 29 | Баево                             | деревня                | с. Архангельское                      |                                                                                    |
| 30 | Завалиха                          | деревня                | погост Архангельский                  |                                                                                    |
| 31 | Новоселка                         | деревня                | погост Архангельский                  |                                                                                    |
| 32 | Петрилово                         | деревня                | погост Архангельский, что в Гарях     |                                                                                    |
| 33 | Стонятино                         | деревня                | погост Архангельский, что в Гарях     |                                                                                    |
| 34 | Спирки                            | деревня                | с. Алексеевское                       |                                                                                    |
| 35 | Косяково                          | деревня                | погост Архангельский                  |                                                                                    |
| 36 | Куменево                          | деревня                | погост Архангельский                  |                                                                                    |
| 37 | Пустобоярка                       | деревня                | погост Архангельский                  |                                                                                    |
| 38 | Спас                              | деревня                | погост Архангельский                  |                                                                                    |
| 39 | Абрамово                          | деревня                | погост Никольский, что на Дору        |                                                                                    |
| 40 | Авдеево                           | сельцо                 | погост Никольский, что на Дору        |                                                                                    |
| 41 | Бараново                          | деревня                | погост Никольский, что на Дору        |                                                                                    |
| 42 | Бордовое                          | деревня                | погост Никольский, что на Дору        |                                                                                    |
| 43 | Вязовое                           | деревня                | с. Хлебницы                           |                                                                                    |
| 44 | Демнево                           | деревня                | погост Никольский, что на Дору        |                                                                                    |
| 45 | Крутцы                            | деревня                | с. Хлебницы                           |                                                                                    |
| 46 | Логинково                         | деревня                | погост Никольский, что на Дору        |                                                                                    |
| 47 | Полуево (Полово)                  | деревня                | с. Хлебницы                           |                                                                                    |
| 48 | Рожново                           | деревня                | погост Никольский, что на Дору        |                                                                                    |
| 49 | Филюково                          | деревня                | погост Никольский, что на Дору        |                                                                                    |
| 50 | Хритонцево                        | деревня                | погост Никольский, что на Дору        |                                                                                    |
| 51 | Васюково                          | деревня                | погост Архангельский, что в Гарях     |                                                                                    |
| 52 | Кутнево                           | деревня                | погост Никольский, что на Дору        |                                                                                    |
| 53 | Никитинка                         | деревня                | погост Никольский, что на Дору        |                                                                                    |
| 54 | Петряйка                          | деревня                | погост Архангельский, что в Гарях     | не существует, территория Ильинского района Ивановской области, урочище            |
| 55 | Торлыга                           | деревня                | погост Архангельский, что в Гарях     | Ильинский район, Ивановская область                                                |
| 56 | Филипцево                         | деревня                | погост Архангельский, что в Гарях     | не существует, территория Ильинского района Ивановской области                     |
| 57 | Щениково                          | деревня                | погост Архангельский, что в Гарях     | Ильинский район, Ивановская область                                                |
| 58 | Никольский, что на Дору           | погост                 | при погосте церковь 1806 г. постройки | не существует, территория Ильинского района Ивановской области, урочище Николо-Дор |
| 59 | Никольский, что у Иисусова креста | погост                 | при погосте церковь 1776 г. постройки |                                                                                    |

В 1921 г. в Щениковскую волость вошли селения Барановской волости Ростовского уезда.
В 1923 г. Щениковская волость ликвидирована, ее части вошли в Карашскую, Ильинскую и Нажеровскую волости Ростовского уезда.